# Aleksandr Moszyn
Aleksandr Fiodorowicz Moszyn (ros. Александр Фёдорович Мошин, ur. 15 sierpnia?/28 sierpnia 1917 we wsi Kalita obecnie w rejonie wiaznikowskim w obwodzie włodzimierskim, zm. 13 lipca 1943 k. wsi Matwiejewski w rejonie zalegoszczeńskim w obwodzie orłowskim) – radziecki lotnik wojskowy, kapitan, Bohater Związku Radzieckiego (1939).

## Życiorys
Urodził się w rodzinie robotniczej. Skończył 6 klas szkoły, pracował w fabryce obuwia, od 1935 służył w Armii Czerwonej. W 1938 ukończył wojskową lotniczą szkołę pilotów w Woroszyłowgradzie (obecnie Ługańsk), od 16 czerwca 1939 brał udział w bitwie nad Chałchin-Goł w Mongolii. Podczas walk strącił osobiście dwa (w tym jeden taranem) i w grupie trzy japońskie samoloty. 1 września 1939 został ranny i odesłany do ZSRR. Walczył w wojnie z Finlandią 1939-1940 jako zastępca dowódcy eskadry, od marca 1941 pracował w Naukowo-Badawczym Instytucie Sił Powietrznych. Od 7 lipca 1941 uczestniczył w wojnie z Niemcami jako dowódca klucza 402 pułku lotnictwa myśliwskiego specjalnego przeznaczenia na Froncie Zachodnim, a od 8 sierpnia 1942 jako zastępca dowódcy eskadry 51 pułku lotnictwa myśliwskiego. W 1942 został członkiem WKP(b). Później dowodził eskadrą 32 gwardyjskiego pułku lotnictwa myśliwskiego 3 Gwardyjskiej Dywizji Lotnictwa Myśliwskiego 1 Gwardyjskiego Korpusu Lotnictwa Myśliwskiego 15 Armii Powietrznej na Froncie Briańskim. Wykonał ponad 300 lotów bojowych i strącił 11 samolotów wroga. Zginął w bitwie na łuku kurskim koło wsi Matwiejewski w rejonie zalegoszczeńskim w obwodzie orłowskim. Jego imieniem nazwano ulicę w Wiaznikach.

## Odznaczenia
- Złota Gwiazda Bohatera Związku Radzieckiego (29 sierpnia 1939)
- Order Lenina
- Order Czerwonego Sztandaru
- Order Czerwonej Gwiazdy